# Мердин Байрям
Мердин Мустафа Байрям е български политик, строителен инженер и лесовъд. От 2011 г. е кмет на Върбица, издигнат от ДПС. Владее турски, руски и немски език. Член е на УС на Националното сдружение на общините в Република България (НСОРБ).

## Биография
Мердин Байрям е роден на 10 януари 1980 г. в град Велики Преслав, Народна република България. Завършва висше образование в Лесотехническия университет в София, специалност „Инженер-лесовъд“. По-късно завършва ВСУ „Черноризец Храбър“ във Варна, където специализира за инженер по строителство на сгради и съоръжения.
В периода от 1998 до 2006 г. работи в „Държавно горско стопанство“ Смядово и Върбица. От 2006 до октомври 2011 г. е началник на ГСУ Върбица.

### Политическа дейност
На местните избори през 2011 г. е избран от първи тур за кмет на община Върбица, издигнат от ДПС. На проведения първи тур той получава 2814 гласа (или 52,70%), втори след него е Рефайтин Сефер от „Коалиция за община Върбица“ (Обединени земеделци, НДСВ) с 1556 гласа (или 29,14%).
На местните избори през 2015 г. е избран от първи тур за кмет на община Върбица, издигнат от ДПС. На проведения първи тур той получава 4286 гласа (или 70,77%), втори след него е Хълми Амза от ГЕРБ с 1194 гласа (или 19,72%).
На местните избори през 2019 г. е избран от първи тур за кмет на община Върбица, издигнат от ДПС. На проведения първи тур той получава 3586 гласа (или 64,78%), втори след него е инж. Реджеб Алиев от Инициативен комитет с 1906 гласа (или 34,43%).